# Plecotus auritus
El murciélago orejudo dorado (Plecotus auritus) es un murciélago europeo. Tiene orejas muy particulares, de un gran tamaño y con un pliegue característico. Es muy parecido al orejudo gris, un mamífero mucho menos común, pero ambas especies fueron separadas en la década de 1960 por los científicos.
Un murciélago orejudo dorado adulto tiene un cuerpo de 4,5 a 4,8 centímetros, una cola de 4,1 a 4,6 y sus alas alcanzan los 3,9 cm de largo, distinguiéndolo de otras especies de murciélagos.   
Son voladores relativamente lentos, comparándolos con el resto de los murciélagos.

## Hábitat
Puede encontrarse al norte de Eurasia, desde Inglaterra y Francia hasta el norte de Kazajistán. La distribución del animal en Gran Bretaña (enlace roto disponible en Internet Archive; véase el historial, la primera versión y la última). puede hallarse en National Biodiversity Network. (enlace roto disponible en Internet Archive; véase el historial, la primera versión y la última).
La especie prefiere las cuevas para posarse, pero también lo hace en los orificios de los árboles, en los edificios y en lugares similares. Cuando se posan en los árboles deben estar cerca del suelo.
Caza por los bosques, durante el día, principalmente polillas, que consigue de hojas de árboles y de las cortezas. Es uno de los murciélagos cuya vista es sumamente importante para capturar a sus presas.

## Ecolocalización
La ecolocalización es utilizada para cazar a sus presas. La frecuencia utilizada por esta especie de murciélago yace entre los 27 y 56 kHz, con una duración promedio de 2.5 ms.

## Subespecies
- P. auritus subsp auritus, Linnaeus, (1758).
- P. auritus subsp begognae, de Paz, (1994).
- P. auritus subsp homochrous, Hodgson, (1847).
- P. auritus subsp sacrimontis, G. M. Allen, (1908).
- P. auritus subsp uenoi, Imaizumi y Yoshiyuki, (1969).

## Galería

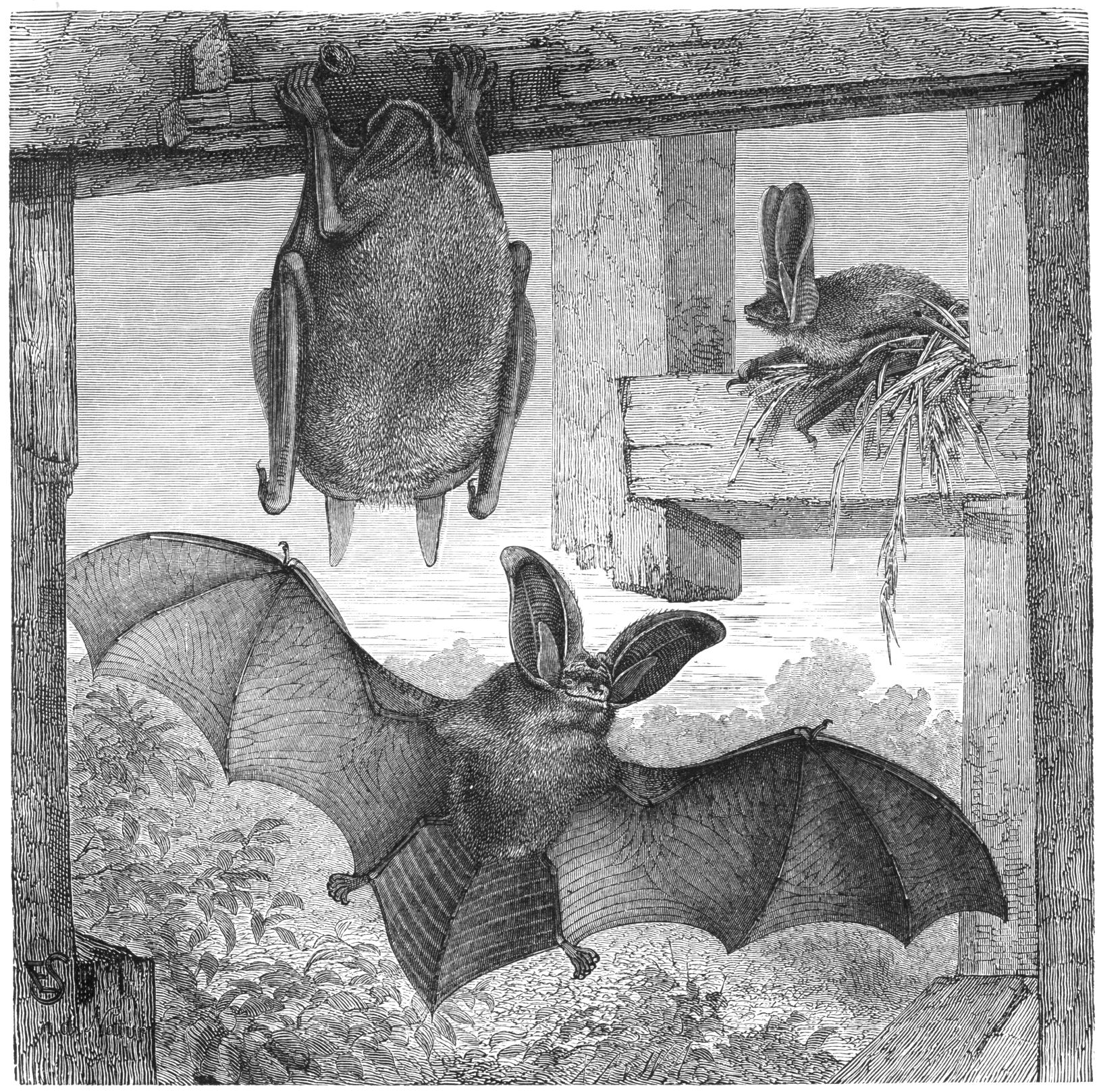
Gustav Mützel, para Alfred Brehm. 1927.
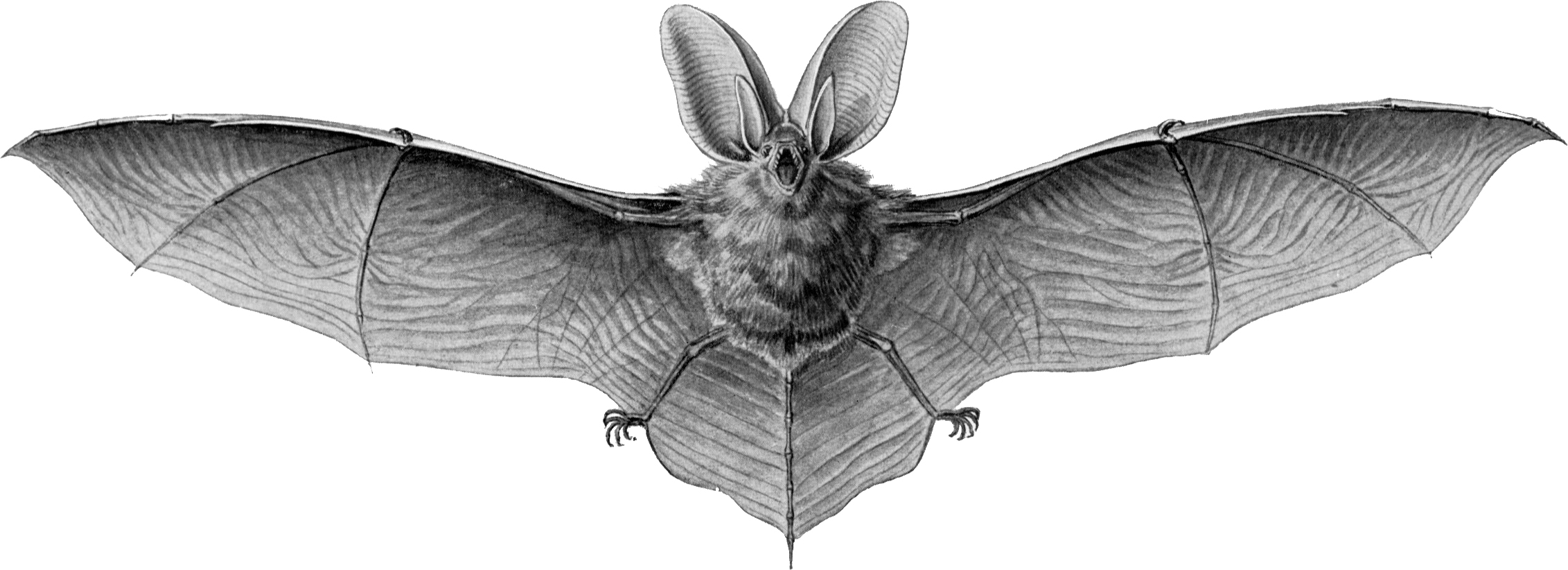
De "Kunstformen der Natur" (1904), obra de Ernst Haeckel (1834 - 1919).
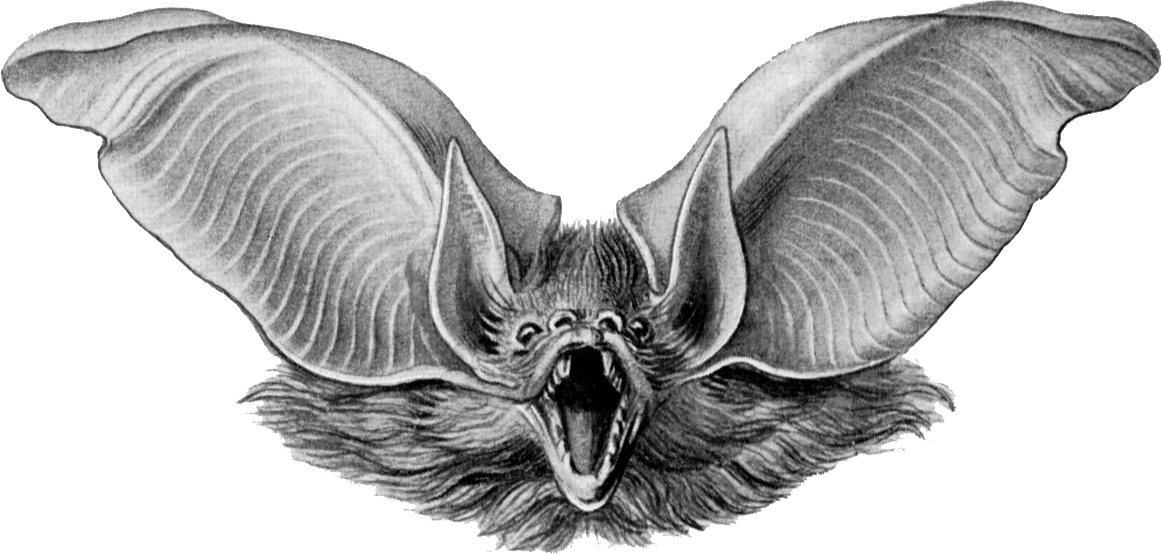
De "Kunstformen der Natur".

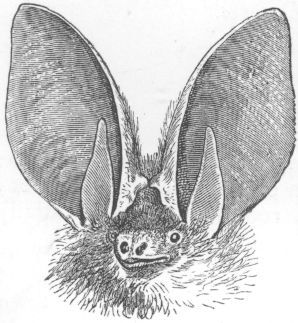
De "Historia Natural de los mamíferos de la India y de Ceilán" (1884), obra de Robert Armitage Sterndale (1839 - 1902).
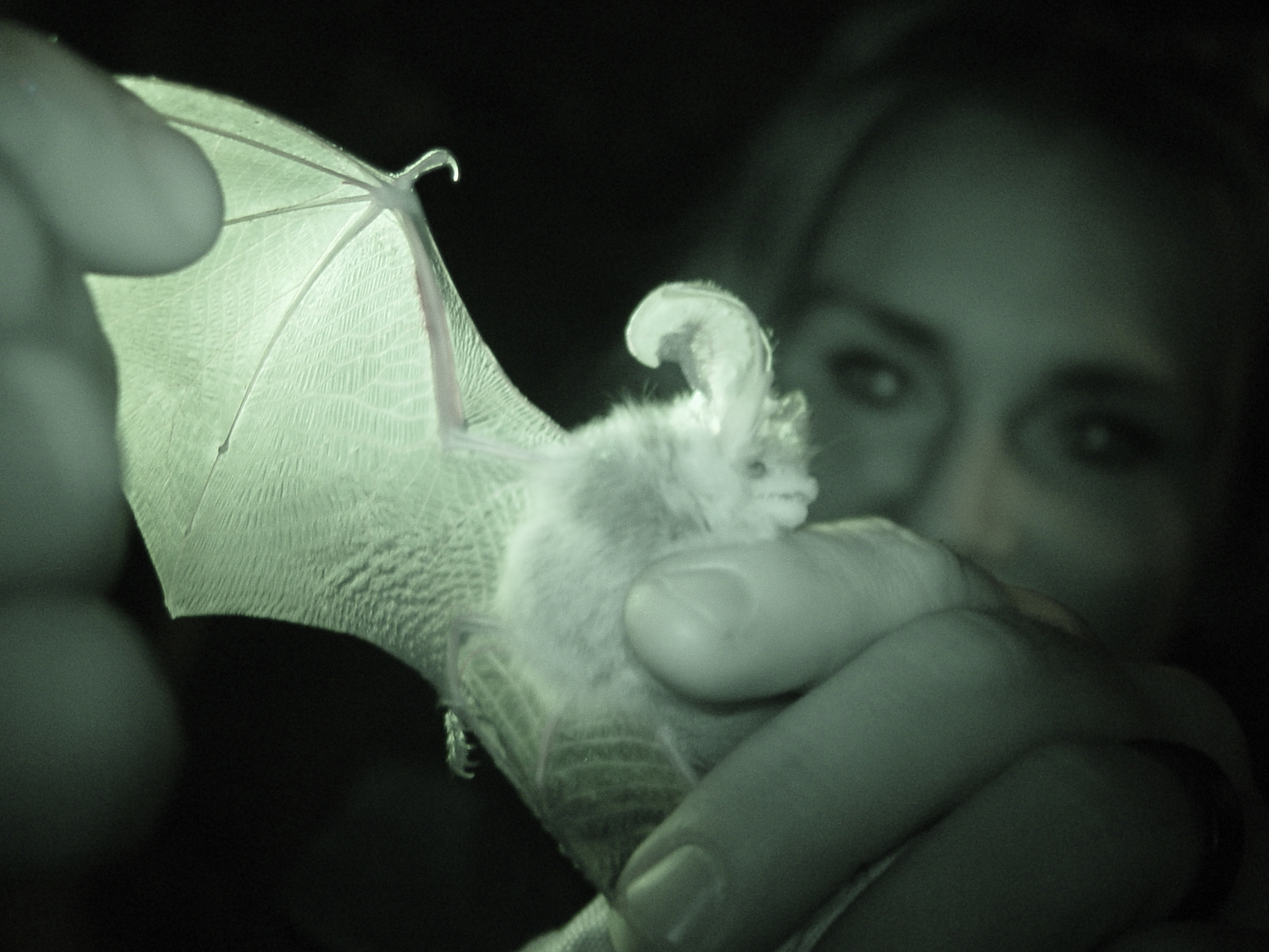